# برونو نینابر فان ایبن

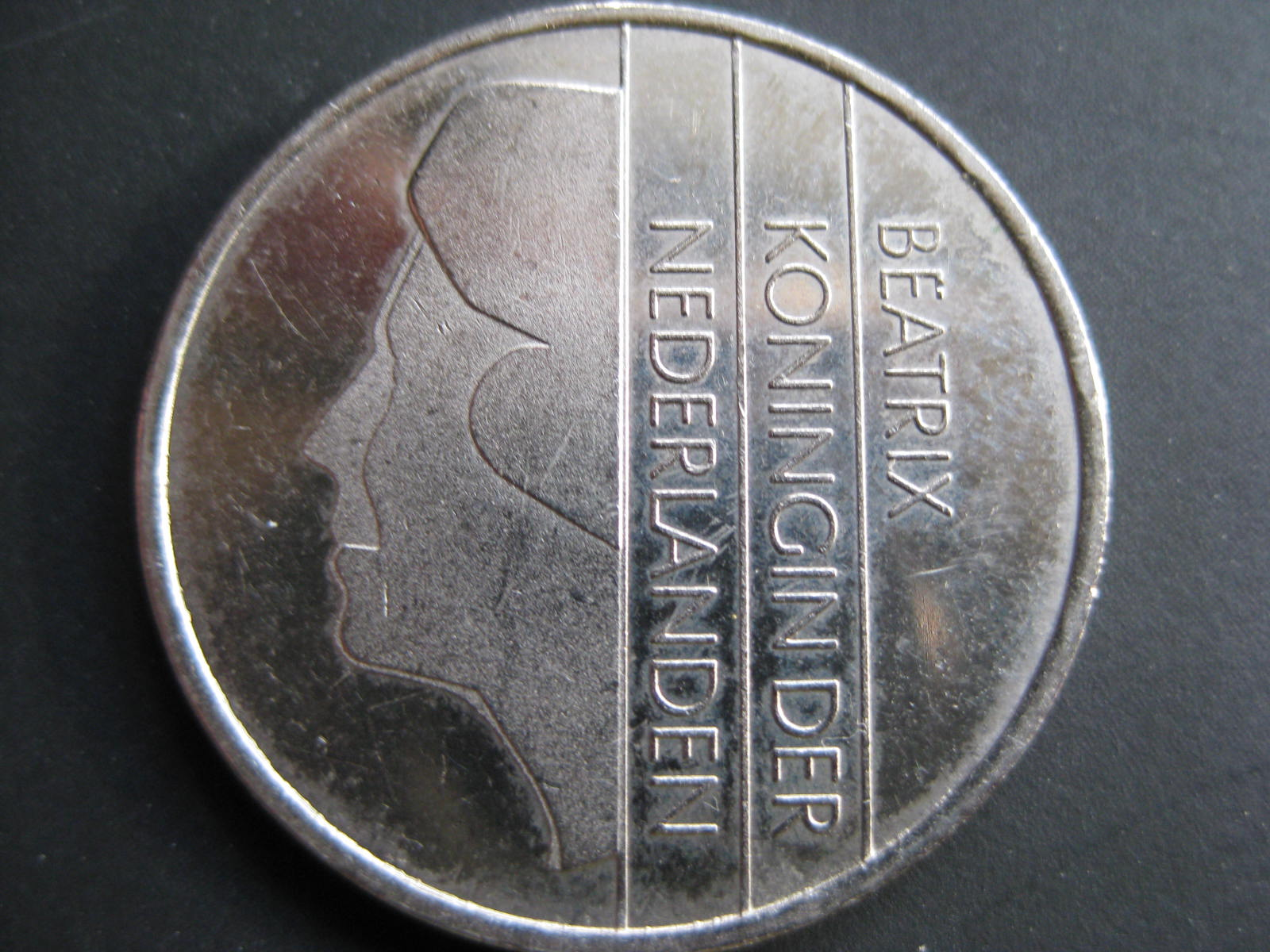
روی گیلدر هلندی که توسط برونو نینابر فان ایبن طراحی شده و چهره ملکه بئاتریس را نشان می‌دهد.

برونو نینابر فان ایبن (زاده ۳ نوامبر ۱۹۵۰) جواهرساز و طراح اهل هلند است. او آخرین سری سکههای گیلدر هلند و روی سکه‌های یورو هلندی را طراحی کرد.

## زندگی شخصی
برونو نینابر فان ایبن در سوم نوامبر ۱۹۵۰ در شهر بوکستل هلند به دنیا آمد و اکنون در شهر دلفت زندگی می‌کند.